# Ibón de Basibé
El ibón de Basibé es un ibón existente en el Pirineo aragonés, en el término municipal de Castanesa, en la comarca de la Ribagorza, justo al lado de la pista de esquí de Cerler.
Se encuentra situado a 2248 m de altitud, ocupando una superficie de 0,063 km².
Es fácilmente accesible por la GR-18 desde Castanesa y desde Fonchanina, ruta que también puede ser tomada desde Cerler, por el norte.